# Casey's Birthday
Casey's Birthday é um curta-metragem mudo norte-americano de 1914, do gênero comédia, com o ator cômico Oliver Hardy.

## Elenco
- Charles Barney - Daniel Casey
- Mae Hotely - Sra. Casey
- Billy Bowers - Mike Dooley
- Oliver Hardy - Um policial (como Babe Hardy)